# حسین محب‌اهری
حسین محب‌اهری (۲۸ مهر ۱۳۳۰  – ۲۶ دی ۱۳۹۷) بازیگر سینما، تلویزیون و تئاتر اهل ایران بود.

## تحصیلات
وی کارشناسی زبان و ادبیات فارسی را از مدرسهٔ عالی ادبیات و زبان‌های خارجی در سال ۱۳۵۸ دریافت کرده‌بود. وی همچنین، یک دورهٔ آموزش بازیگری در کارگاه نمایش، زیر نظر آربی اوانسیان در سال ۱۳۵۴ دید.

## زندگی هنری
محب‌اهری بازی در سینما را از سال ۱۳۶۵ با ایفای نقش کوچکی در فیلم رابطه به کارگردانی پوران درخشنده آغاز کرد. او همچنین از سال ۱۳۵۰ به عکاسی تجربی و ایفای نقش در تئاتر اشتغال داشته‌است.

## زندگی شخصی
فرحناز منافی ظاهر، بازیگر تلویزیون و سینما، قبلاً همسر او بود که ازدواجشان در نهایت به طلاق منجر شد.

## بیماری و درگذشت

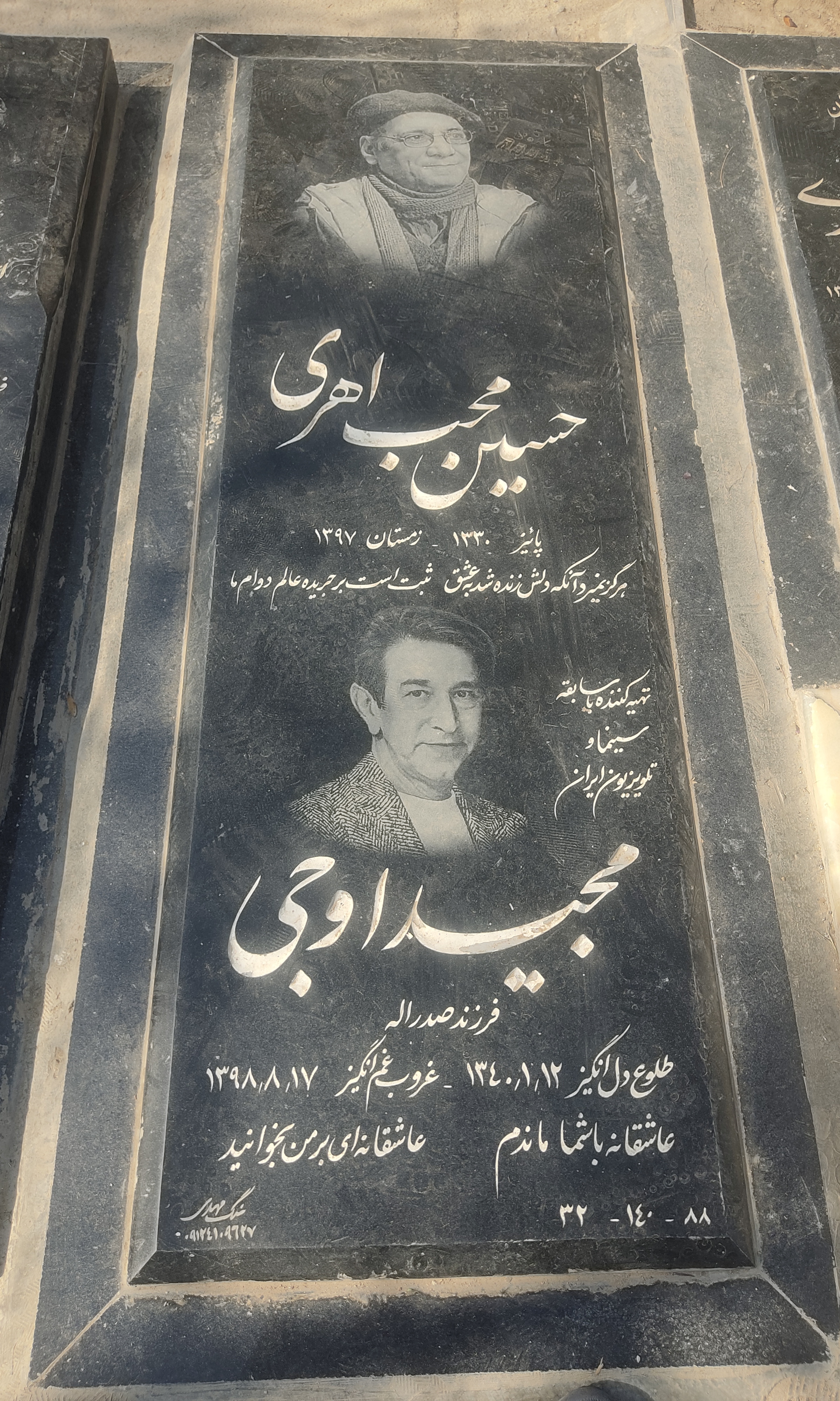
قبر حسین محب‌اهری در قطعه هنرمندان بهشت زهرا

محب‌اهری یک بار با سرطان غدد لنفاوی دست‌وپنجه نرم کرد و بیماری‌اش که بهبودیافته به نظر می‌رسید، عود کرد؛ اما با مبارزه با بیماری‌اش مجدداً سرطان را شکست داد. او در آذر ۱۳۹۷، بر اثر وخامت حال ناشی از بازگشت سرطان، در بیمارستان بستری شد. وی در ساعت ۲ بامداد ۲۶ دی‌ماه ۱۳۹۷، بر اثر ایست قلبی در ۶۷ سالگی در بیمارستان لالهٔ تهران درگذشت.

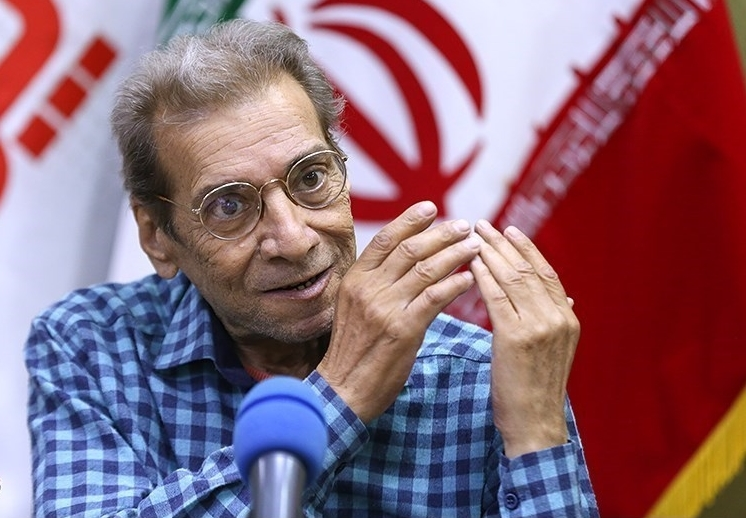
حسین محب اهری در میزگرد طنز در خبرگزاری تسنیم، ۷ مرداد ۱۳۹۷

## آثار

### تئاتر[۹]
- «خسیس»، اثر مولیر، به کارگردانی «مریم کاظمی»
- «خاله مرجان و خروس» به کارگردانی «مریم کاظمی»[۱۰]
  - آواز دهکده به کارگردانی مهلا صالحی ۱۳۸۹
- «کلوچهٔ دارچینی» به کارگردانی «مریم کاظمی»[۱۱]
- «رند خلوت نشین»
- «باران» به کارگردانی «امیر دژاکام»
- عکاسی در نمایش «تیغ و ماه» به کارگردانی «آتیلا پسیانی» ۱۳۸۵
- نگارش، کارگردانی و عکاسی نمایش «فرود اضطراری حواصیل روی پشت بام موزیسین»؛ ۱۳۸۵
- «فرزند» نوشتهٔ «یون فوسه» به کارگردانی «سیمین امیریان»؛ ۱۳۸۵
- «هتل پرومته» نوشتهٔ «هادی حوری» به کارگردانی «حسن سرچاهی»؛ ۱۳۸۵
- نگارش، کارگردانی و بازی در نمایشنامه خوانی «عباس»؛ ۱۳۸۵
- «بر دار شدن حسین‌بن منصور حلاج» به کارگردانی «سیاوش طهمورث»؛ ۱۳۸۴
- «ملکهٔ جنیان» نوشتهٔ «هادی هوری» به کارگردانی «امیر دژاکام»؛ ۱۳۸۴
- نمایشنامه‌خوانی «آه پدر بیچاره مامان تو را در گنجه آویزان کرده و من دلم گرفته‌است» به کارگردانی «هومن نوروزی»؛ ۱۳۸۴
- «هتل پنج ستاره» نوشتهٔ «حمید ساعتچی» به کارگردانی «زیبا حیدری»؛ ۱۳۸۴
- «مجلس شبیه در ذکر مصایب استاد نوید ماکان و همسرش مهندس رخشید فرزین» نوشته و کارگردانی «بهرام بیضایی»؛ ۱۳۸۴
- نگارش و کارگردانی نمایش «عباس»؛ ۱۳۸۳
- کارگردانی نمایشنامه‌خوانی «باغ گذر» نوشتهٔ «مارگریت لوراس»؛ ۱۳۸۳
- کارگردانی نمایشنامه‌خوانی «شب بخیر آقای کنت» نوشتهٔ «اکبر رادی»؛ ۱۳۸۳
- دستیاری کارگردان و عکاسی در نمایش «آبی که مار می‌خورد زهر می‌شود، آبی که گاو می‌نوشد شیر می‌شود» به کارگردانی «آتیلا پسیانی»؛ ۱۳۸۳
- «لیلی و مجنون» به کارگردانی «امیر دژاکام»؛ ۱۳۸۳
- «بحرالغرایب» نوشتهٔ «محمد چرم‌شیر» به کارگردانی «آتیلا پسیانی»؛ ۱۳۸۲
- «قابلمه‌ای‌ها» به کارگردانی «وحید ترحمی‌مقدم»؛ ۱۳۸۲
- «رند خلوت نشین» به کارگردانی «پری صابری»؛ ۱۳۸۱
- «پیک نیک در میدان جنگ» نوشتهٔ «فرناندو آرابال» به کارگردانی «شهره لرستانی»؛ ۱۳۷۹
- کارگردانی نمایش «کوچه اقاقیا» نوشتهٔ «محمد چرم‌شیر»؛ ۱۳۷۹
- «من ملک بودم» نوشته و کارگردانی «اسماعیل خلج»؛ ۱۳۷۸
- «قمر در عقرب» نوشتهٔ «نغمه ثمینی» به کارگردانی «شهره لرستانی»؛ ۱۳۷۸
- عکاسی در نمایش «آژاکس» به کارگردانی «آتیلا پسیانی»؛ ۱۳۷۵
- «جهاز جادو» نوشتهٔ «محمد چرم‌شیر» به کارگردانی «آتیلا پسیانی»؛ ۱۳۷۰
- «شاهزاده و گدا» نوشتهٔ چارلز دیکنز به کارگردانی «هادی مرزبان»؛ ۱۳۶۵
- «پرواز بر فراز آشیانه فاخته» به کارگردانی «منیژه محامدی»؛ ۱۳۶۴
- «سیرک باشکوه جهانی» به کارگردانی «صادق هاتفی»؛ ۱۳۶۲
- «قصهٔ شب» به کارگردانی «حسین جعفری»؛ ۱۳۶۰
- «شب جنایت‌کاران» نوشتهٔ «خوزه ترایانا»؛ کارگردانی گروهی ۱۳۶۰
- «کاپیتولاسیون» به کارگردانی «نورالدین حسین‌خانی»؛ ۱۳۵۹
- «آسید کاظم» به کارگردانی «هادی اسلامی»؛ ۱۳۵۹
- «بردار شدن منصور حلاج» به کارگردانی «سیاوش طهمورث»؛ ۱۳۵۹
- «اژدها» نوشتهٔ «تونی شوارتس» به کارگردانی «صدرالدین زاهد»؛ ۱۳۵۸
- «کوه‌های مغرور» به کارگردانی «مسعود رسام»؛ ۱۳۵۸
- «لوبیای سحرآمیز» به کارگردانی «اردشیر کشاورزی»؛ ۱۳۵۸
- «گل اومد بهار اومد» به کارگردانی «بهروز شرفی»؛ ۱۳۵۸
- «بازی قتل‌عام» نوشتهٔ «اوژن یونسکو» به کارگردانی «آشور بانی‌پال‌بابلا»؛ ۱۳۵۷
- «غارت» نوشتهٔ «جو اوتون» به کارگردانی «آشور بانی‌پال‌بابلا»؛ ۱۳۵۶
- «وغ وغ صاحاب» به کارگردانی «کامران رحمانی»؛ ۱۳۵۶
- «مراسم مرگ گرگ» (نشان قابیل) به کارگردانی «آشور بانی پال بابلا»؛ ۱۳۵۵
- «ساعت ششم» نوشته و کارگردانی «آشور بانی‌پال‌بابلا»؛ ۱۳۵۵
- «امیر و وزیر» به کارگردانی «آشور بانی‌پال‌بابلا»؛ ۱۳۵۵
- «آدم آدم است» نوشتهٔ «برتولت برشت» به کارگردانی «داریوش فرهنگ»؛ ۱۳۵۴
- دستیار کارگردان و عکاس نمایش «یخبندان» به کارگردانی «آشور بانی‌پال‌بابلا»؛ ۱۳۵۴

### فیلم سینمایی
| سال  | نام                     | کارگردان        |
| ---- | ----------------------- | --------------- |
| ۱۳۹۷ | خداحافظ دختر شیرازی     | افشین هاشمی     |
| ۱۳۹۷ | زهرمار                  | جواد رضویان     |
| ۱۳۹۵ | سه بیگانه               | مهدی مظلومی     |
| ۱۳۹۴ | وقتی برگشتم…            | وحید موسائیان   |
| ۱۳۹۳ | ساکن طبقهٔ وسط           | شهاب حسینی      |
| ۱۳۹۱ | فرزند چهارم             | وحید موسائیان   |
| ۱۳۹۰ | خوابم می‌آد              | رضا عطاران      |
| ۱۳۸۹ | گل‌چهره                  | وحید موسائیان   |
| ۱۳۸۷ | بیداری                  | فرزاد مؤتمن     |
| ۱۳۸۷ | وقتی همه خوابیم         | بهرام بیضایی    |
| ۱۳۸۳ | اسپاگتی در هشت دقیقه    | رامبد جوان      |
| ۱۳۷۴ | عروس کاغذی              | حجت‌الله سیفی    |
| ۱۳۷۳ | آقای شانس               | رحمان رضایی     |
| ۱۳۷۳ | راه افتخار              | داریوش فرهنگ    |
| ۱۳۷۳ | کاکادو                  | تهمینه میلانی   |
| ۱۳۷۳ | روز واقعه               | شهرام اسدی      |
| ۱۳۷۲ | روز فرشته               | بهروز افخمی     |
| ۱۳۷۲ | من زمین را دوست دارم    | ابوالحسن داوودی |
| ۱۳۷۲ | همسر                    | مهدی فخیم‌زاده   |
| ۱۳۷۱ | خوش‌خیال                 | مهران تأییدی    |
| ۱۳۷۰ | اتل متل توتوله          | ایرج طهماسب     |
| ۱۳۷۰ | جیب‌برها به بهشت نمی‌روند | ابوالحسن داوودی |
| ۱۳۷۰ | سیرک بزرگ               | اکبر خواجویی    |
| ۱۳۶۹ | دو فیلم با یک بلیت      | داریوش فرهنگ    |
| ۱۳۶۹ | سفر جادویی              | ابوالحسن داوودی |
| ۱۳۶۷ | سال‌های خاکستر           | مهدی صباغ‌زاده   |
| ۱۳۶۶ | خارج از محدوده          | رخشان بنی‌اعتماد |
| ۱۳۶۶ | محموله                  | سیروس الوند     |
| ۱۳۶۵ | رابطه                   | پوران درخشنده   |

### مجموعهٔ تلویزیونی
| سال       | نام                                  | سمت                          | کارگردان                           | توضیحات                                                                              |
| --------- | ------------------------------------ | ---------------------------- | ---------------------------------- | ------------------------------------------------------------------------------------ |
| ۱۳۹۷      | شب عید                               | بازیگر                       | سعید آقاخانی                       | شبکهٔ یک (تابستان ۱۳۹۷)                                                               |
| ۱۳۹۶      | علی‌البدل                             | بازیگر                       | سیروس مقدم                         | شبکهٔ یک (نوروز ۱۳۹۶)                                                                 |
| ۱۳۹۵–۱۳۹۴ | دوردست‌ها                             | بازیگر                       | جواد ارشاد                         | شبکهٔ یک                                                                              |
| ۱۳۹۴–۱۳۹۵ | بیمار استاندارد                      | بازیگر                       | سعید آقاخانی                       | شبکهٔ یک                                                                              |
| ۱۳۹۴      | حالت خاص                             | بازیگر                       | افشین اربابی                       | شبکهٔ نسیم / در نقش صاحب آسایشگاه حالت خاص                                            |
| ۱۳۹۴      | معمای شاه                            | بازیگر                       | محمدرضا ورزی                       | شبکهٔ یک / در نقش «عبدالکریم ایادی»                                                   |
| ۱۳۹۴      | دردسرهای عظیم ۲                      | بازیگر                       | برزو نیک‌نژاد                       | شبکهٔ سه                                                                              |
| ۱۳۹۲      | خوب، بد، زشت                         | بازیگر                       | منوچهر هادی                        | پخش در نوروز ۱۳۹۳                                                                    |
| ۱۳۹۱      | پایتخت ۲                             | بازیگر                       | سیروس مقدم                         | پخش در نوروز ۱۳۹۲                                                                    |
| ۱۳۸۹      | تبریز در مه                          | بازیگر                       | محمدرضا ورزی                       | در نقش «ابوالحسن خان شیرازی»                                                         |
| ۱۳۸۸      | سالهای مشروطه                        | بازیگر                       | محمدرضا ورزی                       | در نقش «عین الدوله»                                                                  |
| ۱۳۸۸      | تله‌فیلم «به روح پدرم»                | بازیگر                       | سید جواد رضویان                    | شبکهٔ یک                                                                              |
| ۱۳۸۳–۱۳۸۸ | مختارنامه                            | بازیگر                       | داود میرباقری                      | پخش آن از مهرماه سال ۱۳۸۹ از شبکهٔ یک آغاز شد و پخش آن، در مرداد سال ۱۳۹۰ پایان یافت. |
| ۱۳۸۷      | مجموعهٔ عروسکی «امین و مینا»          | بازیگر                       | هنگامه مفید مریم مصفا              | نوروز ۱۳۸۸ - شبکهٔ قرآن                                                               |
| ۱۳۸۵      | راه شب                               | بازیگر                       | داریوش فرهنگ                       |                                                                                      |
| ۱۳۸۳      | مجموعهٔ عروسکی «ماجرای تقی‌جان»        | بازیگر                       | مرضیه محبوب                        |                                                                                      |
| ۱۳۸۱      | هیچ‌کس                                | بازیگر                       | حمیدرضا حافظی                      | گروه کودک و نوجوان شبکهٔ دو                                                           |
| ۱۳۸۱      | بهداشت ۲                             | بازیگر                       | رسول بابارضا                       |                                                                                      |
| ۱۳۸۰      | عشق سال‌های جنگ                       | بازیگر                       | علی بهادر                          | شبکهٔ سه                                                                              |
| ۱۳۸۰      | این قافله عمر                        | بازیگر                       | مهدی علی‌احمدی                      |                                                                                      |
| ۱۳۷۸      | سیمای دانش                           | بازیگر                       |                                    |                                                                                      |
| ۱۳۷۷      | خانوادهٔ محبوب                        | بازیگر                       | حسین فرخی                          |                                                                                      |
| ۱۳۷۷      | تله‌تئاتر «نیرنگ بازی‌های آقای اسکابن» | بازیگر                       | داریوش مؤدبیان                     |                                                                                      |
| ۱۳۷۵      | شمایل                                | بازیگر                       | احمد قربانی                        | شبکهٔ یک                                                                              |
| ۱۳۷۵      | برگ سبز                              | بازیگر                       | علی شوقیان                         | شبکهٔ یک                                                                              |
| ۱۳۷۴      | پردهٔ عجایب                           | بازیگر                       | داریوش مؤدبیان                     | بازی در اپیزود «سرقت مسلحانه»                                                        |
| ۱۳۷۴      | نابغه‌های قرن بیستم                   | بازیگر کارگردان              | حسین محب‌اهری                       | شبکهٔ سه                                                                              |
| ۱۳۷۴      | ماجرای آقا نوبر                      | نویسنده کارگردان             | حسین محب‌اهری                       | هر روز از برنامهٔ «سیمای خانواده» شبکهٔ یک پخش می‌شد.                                   |
| ۱۳۷۳      | مدرسهٔ ما                             | نویسنده کارگردان             | ایرج راد حسین محب‌اهری روزبه معصومی | کارگردان تلویزیونی: «حسین فردرو» / شبکهٔ یک                                           |
| ۱۳۷۰–۱۳۷۴ | این خانه دور است                     | بازیگر                       | بیژن بیرنگ مسعود رسام              |                                                                                      |
| ۱۳۶۷–۱۳۷۳ | شاخهٔ طوبی                            | بازیگر                       | مهدی علی‌احمدی                      | شبکهٔ یک                                                                              |
| ۱۳۶۹–۱۳۷۲ | جنگ ادبی-هنری کودک                   | بازیگر نویسنده کارگردان هنری | حسین محب‌اهری                       | شبکهٔ یک کارگردان تلویزیونی: «آزاده حکیمی»                                            |
| ۱۳۷۱      | صدسال به این سال‌ها                   | بازیگر نویسنده کارگردان هنری | فرهنگ مهرپرور حسین محب‌اهری         | از برنامهٔ کودک و نوجوان شبکهٔ یک می‌شد. کارگردان تلویزیونی: «اسدالله ایمن»             |
| ۱۳۷۰      | عطر و گلاب بپاشید                    | بازیگر                       | ایرج طهماسب                        | شبکهٔ یک                                                                              |
| ۱۳۷۰      | هزار برگ و هزار رنگ                  | بازیگر نویسنده کارگردان      | حسین فردرو حسین محب‌اهری            | قطعات کوتاه نمایشی در برنامهٔ کودک شبکهٔ یک                                            |
| ۱۳۶۹      | چاق و لاغر و مأمور سوم               | بازیگر                       | امیر قهرایی                        | شبکهٔ یک                                                                              |
| ۱۳۶۸      | مسابقهٔ تلویزیونی هتل پرستاره         | بازیگر                       | ایرج طهماسب                        | در نوروز ۱۳۶۹ از برنامهٔ کودک شبکهٔ یک پخش شد.                                         |
| ۱۳۶۸      | ق مثل قلقلک                          | بازیگر نویسنده کارگردان      | حسین محب اهری                      | شبکهٔ یک                                                                              |
| ۱۳۶۶      | این شرح بی‌نهایت                      | بازیگر                       | اسماعیل خلج حمید حمزه              | کارگردان تلویزیونی: «بیژن صمصامی» و «شهریار بدیعی»                                   |
| ۱۳۶۶      | تله‌تئاتر «ماجراهای رونالد و مادرش»   | بازیگر                       | حسین پناهی                         | کارگردان تلویزیونی: «شیرین جاهد»                                                     |
| ۱۳۶۶      | تله تئاتر باجناغ‌ها                   | بازیگر                       | داریوش مؤدبیان                     | کارگردان تلویزیونی: «حسین فردرو»                                                     |
| ۱۳۶۶      | گلدان‌ها و آفتاب                      | بازیگر                       | حسین پناهی                         | بازی در اپیزود «فرقون» کارگردان تلویزیونی: «شیرین جاهد»                              |
| ۱۳۶۵      | شاگرد اولی‌ها                         | بازیگر                       | غلامحسین لطفی                      | شبکهٔ دو                                                                              |
| ۱۳۶۵      | کوچ عاشقان                           | بازیگر                       | علاءالدین رحیمی                    | کارگردان تلویزیونی: «مسعود فروتن» و «مهتاج نجومی»                                    |
| ۱۳۶۵      | پایان شب سیه                         | بازیگر                       | حبیب دهقان‌نسب                      |                                                                                      |
| ۱۳۶۴      | بوعلی سینا                           | بازیگر                       | کیهان رهگذار                       | شبکهٔ دو                                                                              |
| ۱۳۶۴      | طنزآوران جهان                        | بازیگر                       | داریوش مؤدبیان حسین فردرو          |                                                                                      |
| ۱۳۶۳      | محلهٔ بهداشت                          | بازیگر                       | داریوش مؤدبیان                     | کارگردان تلویزیونی: «حسین فردرو»                                                     |
| ۱۳۶۳      | سربداران                             | بازیگر                       | محمدعلی نجفی                       | شبکهٔ یک                                                                              |
| ۱۳۶۲      | تله‌تئاتر «ماه‌پنهان است»              | بازیگر                       | خسرو شایسته                        | کارگردان تلویزیونی: «مسعود فروتن»                                                    |
| ۱۳۶۲      | از نو بسازیم                         | بازیگر                       | مینا تقوی                          | شبکهٔ دو                                                                              |
| ۱۳۶۱      | محلهٔ برو بیا                         | بازیگر                       | داریوش مؤدبیان                     | برای اولین بار در سال ۱۳۶۲ (پنجشنبه‌ها) از شبکهٔ دو پخش‌شد.                             |
| ۱۳۷۴      | خاطره‌ها                              | بازیگر                       | داریوش مؤدبیان                     | -                                                                                    |

### شبکه خانگی
| سال  | نام                | سمت    | کارگردان    |
| ۱۳۹۷ | سال‌های دور از خانه | بازیگر | مجید صالحی  |
| ۱۳۹۳ | ابله               | بازیگر | کمال تبریزی |
| ---- | ------------------ | ------ | ----------- |